# Syenit nefelinowy

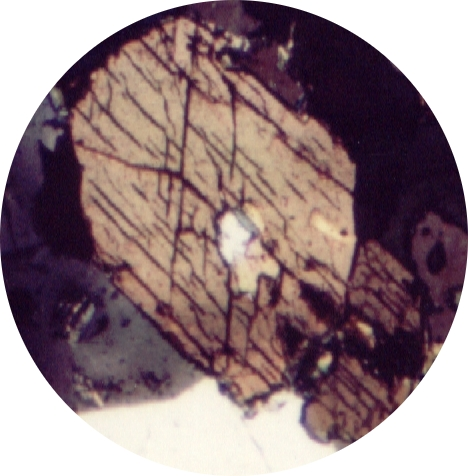
Sjenit nefelinowy z Rio de Janeiro - wyraźny kliważ w obrębie żółto-zielonego amfibolu, obraz z mikroskopu polaryzacyjnego

Syenit nefelinowy (sjenit nefelinowy) – zasadowa skała magmowa o pochodzeniu głębinowym. Odmiana fojaitu. Na diagramie klasyfikacyjnym QAPF syenit nefelinowy zajmuje pole 11. Odpowiada foidowemu syenitowi, który jako główny skaleniowiec zawiera nefelin. Sjenit nefelinowy zaliczany jest do skał jawnokrystalicznych. Najczęściej barwy jasnoszarej, szarej lub ciemnoszarej. Zawiera 10–60% foidów (skaleniowców). Czasami, w zależności od rodzaju skaleniowców towarzyszących nefelinowi tworzy się lokalną nazwę skały.
- Struktura: jawnokrystaliczna, średniokrystaliczna.
- Skład mineralny: skalenie alkaliczne (ortoklaz, mikroklin, albit), nefelin, czasami inne skaleniowce (leucyt, sodalit, nosean, hauyn, kankrynit, analcym), biotyt, amfibole, pirokseny. Minerały akcesoryczne, to: apatyt, cyrkon, ilmenit, rutyl, tytanit, ksenotym.